# Île Popof
L'île Popof (Siitikdax en aléoute) est une des îles Shumagin, située au sud de la péninsule d'Alaska (États-Unis). 
La superficie de l'île Popof est de 93 km² et son point culminant est à 472 mètres au-dessus de la mer. Sa population est de 952 personnes. Le plus grand village des îles Shumagin, Sand Point, est situé au nord-ouest de cette île.
Un troupeau de 120 bisons vit dans une partie inhabitée de l'île.